# Beyond the Gates
Albums de Possessed
Seven Churches
(1985) The Eyes of Horror
(1987)
Beyond the Gates est le deuxième et dernier album studio du groupe de death metal américain Possessed. L'album est sorti le 31 octobre 1986 sous le label Relativity Records.
Par rapport à son prédécesseur, Seven Churches, Beyond the Gates a une approche plus technique. La qualité de la production y est également plus basse. Cet élément a provoqué une certaine déception de la part de certains fans du groupe.

## Musiciens
- Jeff Becerra – chant, basse
- Larry LaLonde – guitare
- Mike Torrao – guitare
- Mike Sus – batterie

## Liste des morceaux
1. Intro - 1:23
2. The Heretic - 2:40
3. Tribulation - 4:48
4. March to Die - 3:12
5. Phantasm - 4:23
6. No Will to Live - 6:47
7. Beyond the Gates - 2:55
8. The Beasts of the Apocalypse - 3:13
9. Seance - 3:03
10. Restless Dead - 2:59
11. Dog Fight - 1:23